# Kiel-Pries

Karte von Pries und Umgebung von 1898
Die Stekendammsau entspringt hier südlich des Wortes Pries und fließt südwärts in die Kieler Förde

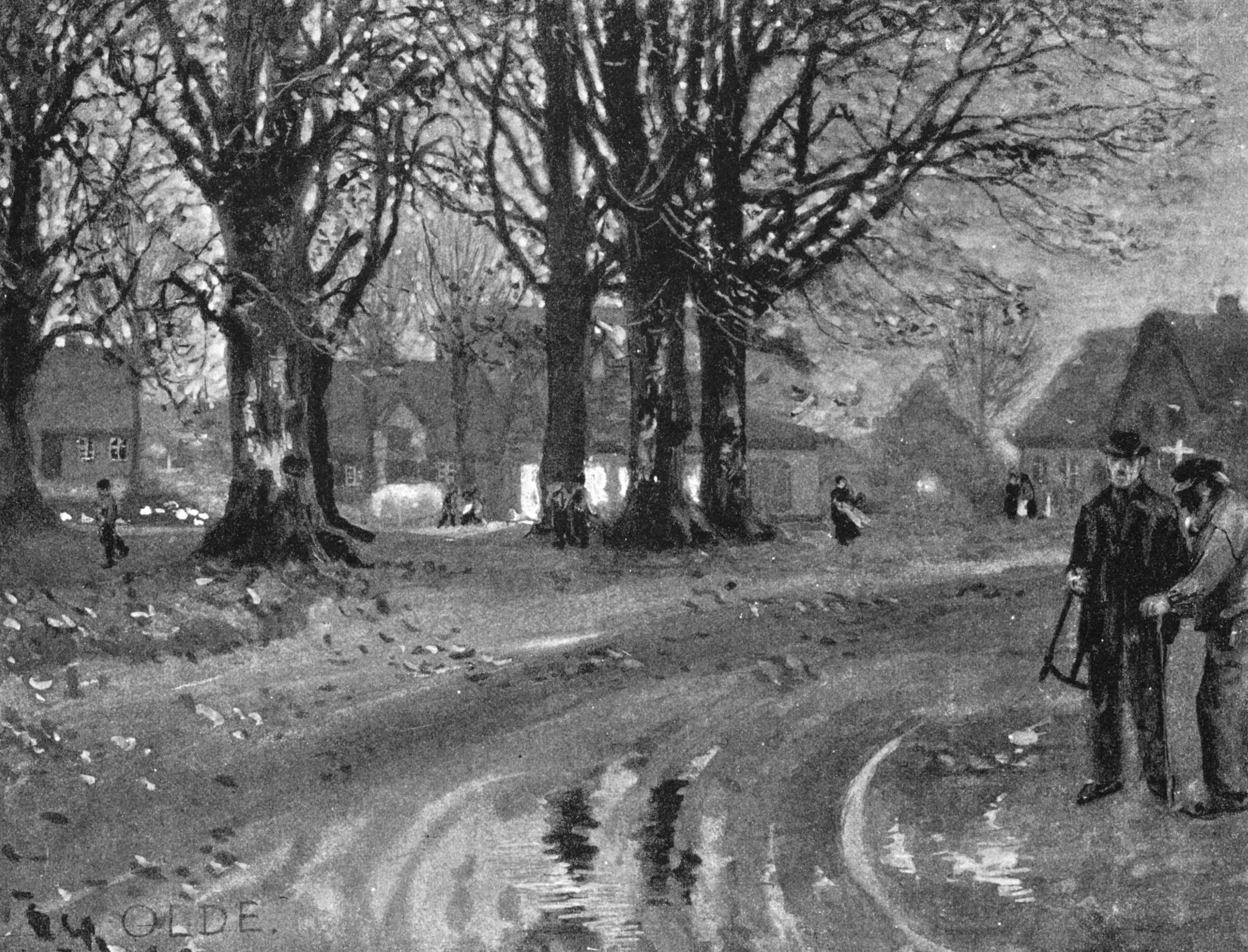
Dorfplatz in Pries um 1895, Zeichnung von Hans Olde

Kiel-Pries (dänisch: Pris) ist ein Stadtteil im Norden von Kiel. Oft wird der im Südosten an Pries anschließende Stadtteil Friedrichsort zusammen mit Pries genannt (Pries-Friedrichsort).

## Geschichte
Pries wird 1500 erstmals erwähnt und wurde vermutlich durch slawische Siedler gegründet, abgeleitet von Pribici. Im Laufe der Zeit wurde daraus Pryvisse und Pryvesse, bis 1575 das Gut Seekamp entstand. Als das Dorf mit damals 10 Hufnern und 2 Wurtsadten zum Gut Seekamp kam, erhielt es auch seinen endgültigen Namen Pries. Sein Areal betrug damals rund 450 ha. 1631 wurden vorher landwirtschaftlich genutzte Flächen im Umfang von 132 ha von Pries abgetrennt und zum Festungsland, dem späteren Land des Stadtteils Friedrichsort. 1741 wohnten in Pries 109 leibeigene und 22 freie Personen, 91 ha Land waren in privater Hand, die anderen 234 ha Land bildeten gemeinsames, dem Flurzwang unterlegenes Saat- und Heuland. Primär wurden die Felder mit Roggen, Hafer und Buchweizen bestellt. 1791 wurde die Leibeigenschaft aufgehoben und aus Pries wurde das freie Bauerndorf Pries, jedoch immer noch zum Gutsbezirk Seekamp gehörend. Das Land wurde zu diesem Zeitpunkt neu aufgeteilt: Die fünf Vollhufen erhielten je 43 ha und die vier Halbhufen jeweils 22 ha. Von 1791 bis 1873 musste für das neu erhaltene Land jährlich eine Gebühr, Canon, an den Gutsbesitzer gezahlt werden.
Der Gutsbezirk Seekamp gehörte bis 1853 zum Dänischwohlder Güterdistrikt, von 1853 bis 1867 zur Eckernförder Harde, diese Verwaltungseinheiten gehörten bis 1867 zum Amt Hütten (Schleswig) innerhalb des Herzogtums Schleswig im Dänischen Gesamtstaat, nach dem Deutsch-Dänischen Krieg kam diese ab 1867 zum Kreis Eckernförde. 1876 wurde der Gutsbezirk aufgehoben und Pries wurde eine freie Landgemeinde mit Selbstverwaltung und gewähltem Gemeindevorsteher, ca. 471 ha groß mit 532 Einwohnern. 1885 lag die Einwohnerzahl bei 548, 1895 lag sie bei 1024, 1900 bei 1378, 1905 bei 2291, 1910 bei 2918, 1919 bei 3798. Im Februar 1922 wurde das schleswigsche Pries ein Stadtteil der sonst größtenteils holsteinischen Stadt Kiel mit etwa 3860 Einwohnern in unveränderter Größe. Kurze Zeit später wurde die Grenze zum Stadtteil Holtenau neu gezogen, sodass sich die Fläche auf 336 ha verkleinerte. 1976 betrug die Einwohnerzahl 9431. Das Bauerndorf Pries ist nie untergegangen, es besteht heute noch nordwestlich des städtischen Teils von Pries.
Ab 1871 wuchsen Pries und Friedrichsort zusammen. Der ursprünglich zu Dänischenhagen gehörende Pfarrbezirk Pries, in dem ab 1905 Siegmund Carl Lensch „Hülfsgeistlicher“ und später Pastor war, baute sich 1910 einen eigenen Friedhof und 1911 eine eigene Kirche. Diese trägt seit 1959 den Namen „Zum guten Hirten“. Pastor Lensch war auch Gründer der Eigenheimgenossenschaft und die Lenschstraße erinnert seit 1925 an ihn. Bei Anbruch des Zweiten Weltkrieges wurde die Freiwillige Feuerwehr Pries aufgelöst, da das Personal für den Kriegseinsatz benötigt wurde. Seither gibt es in Pries keine Freiwillige Feuerwehr mehr. Heute ist die Freiwillige Feuerwehr Schilksee für alle Stadtteile nördlich des Kanals zuständig, somit auch für Pries.
1966 wurde der erste durchgehende Schnellbus 14 S vom Kieler ZOB nach Pries/Friedrichsort eingerichtet. Der anfängliche Zuschlag von 30 Pfennigen wurde 1977 abgeschafft.

## Grenzen
Die heutige Grenze des Stadtteils Pries zum Stadtteil Friedrichsort ist im Westen die Klünderwiesenau, sie verläuft nördlich der Gemeinschaftsschule Friedrichsort, berührt die Straße Steenbarg und verläuft durch die Waldemar-Bonsels-Straße und die Hecktstraße. Sie führt weiter bis zur Kreuzung Palisadenweg und Grüffkamp und folgt dann dem Palisadenweg und der Straße Falckensteiner Strand bis zur Kreuzung von Falckensteiner Strand und Deichweg und geht dann auf direktem Wege zur Kieler Förde.
Im Westen grenzt der Stadtteil Pries an den Ortsteil Klausdorf der Gemeinde Altenholz, ein Teil des Uhlenhorster Weges gehörte zuvor zu Altenholz und wurde 1997 im Austausch gegen Teile von Kiel-Holtenau nach Kiel-Pries umgemeindet. Weiter südlich grenzt Pries im Westen an den Stadtteil Holtenau, die Grenze bildet heute die Bahnstrecke Neuwittenbek–Kiel Schusterkrug, historisch die Stekendammsau. Im Norden grenzt Pries an Schilksee, das gesamte Gewerbegebiet Redderkoppel/Koppelberg gehört zum Stadtteil Schilksee, ansonsten verläuft die Grenze nahe der Straße Koppelberg.
Im Süden und Osten begrenzt die Kieler Förde den Stadtteil.
Die Realschule Pries lag trotz ihres Namens im Nachbarstadtteil Friedrichsort.

## Sporthafen Stickenhörn
Der Sporthafen Stickenhörn liegt im Süden von Kiel-Pries, direkt an der Kieler Förde. Er bietet Liegeplätze für knapp 500 Boote unterschiedlicher Größen und ist ein beliebter Anlaufpunkt für Segler und Wassersportler.

## Ortsbeiratsbezirk Pries/Friedrichsort
Kiel ist in 30 Stadtteile aufgeteilt. Darüber hinaus gibt es eine Aufteilung in 18 Ortsbeiratsbezirke, deren Grenzen teilweise ganz anders verlaufen als die der Stadtteile. Pries gehört zu dem Ortsbeiratsbezirk 2 – Pries/Friedrichsort. Es umfasst das Gebiet der Stadtteile Pries und Friedrichsort vollständig, und den Teil des Stadtteils Holtenau, der nordwestlich der Boelckestraße und des Schusterkrugs liegt, sowie den Teil Holtenaus, der zwischen der Straße Schusterkrug und dem südlich davon gelegenen Militärgelände liegt.

## Heute

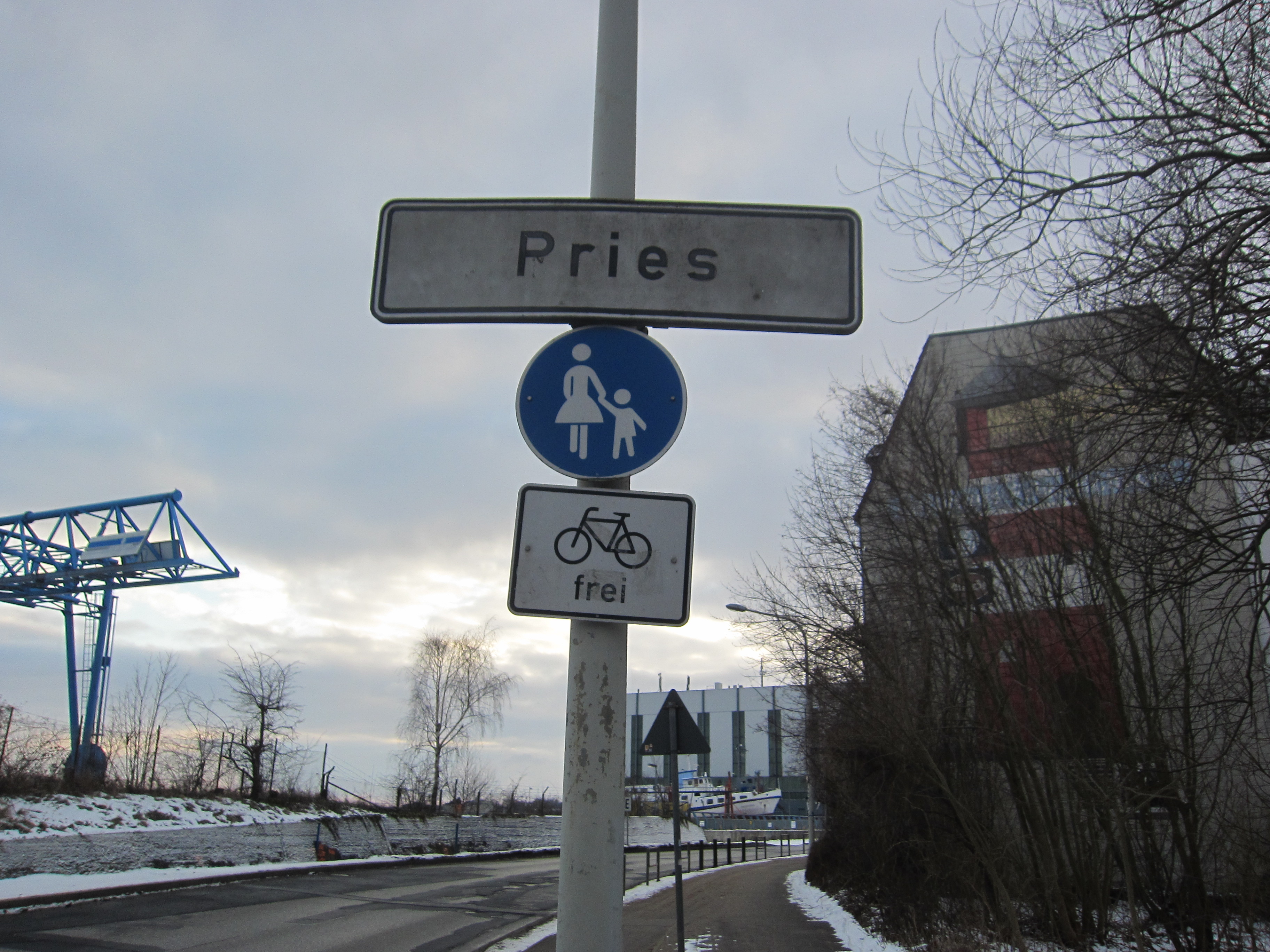
Weiße Ortsteiltafel am Prieser Strand

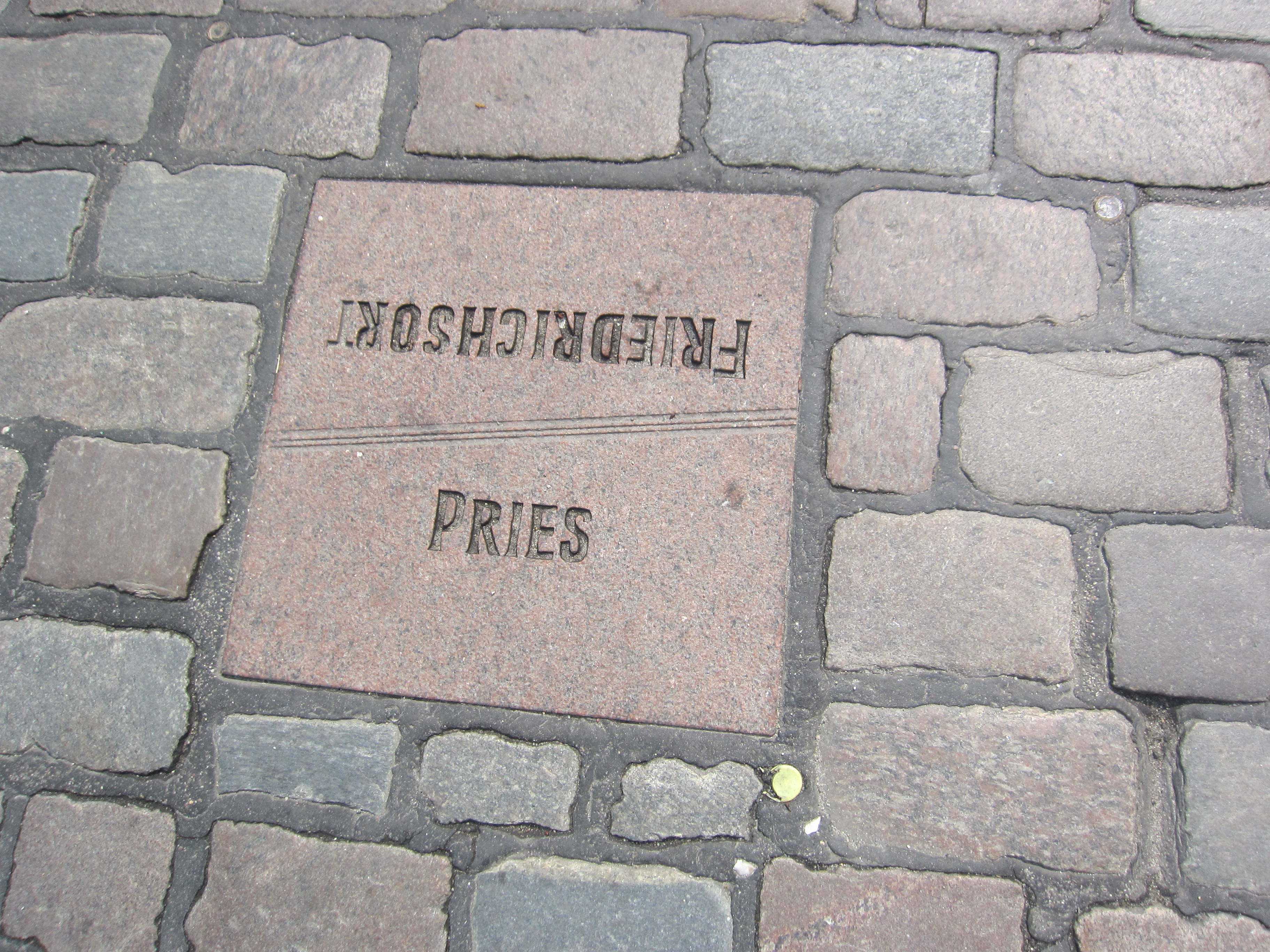
Grenzpflasterung in der Friedrichsorter Straße

Heute ist kaum einem Einwohner mehr bewusst, wo die Grenzen zwischen Pries und Friedrichsort verlaufen, daher befinden sich alle weiteren, neuzeitlichen Informationen zu Kiel-Pries in dem Artikel über Friedrichsort. Die Grenze wird in der Straße Prieser Strand durch eine weiße Ortsteiltafel markiert und ist auch in der Pflasterung der Friedrichsorter Straße erkennbar.

## Persönlichkeiten
- Mathilde Kliefert-Gießen (1887–1978), Malerin
- Theodor Strünck (1895–1945), Jurist und Widerstandskämpfer des 20. Juli 1944
- Friedrich Karl Gotsch (eigentlich Friedrich Karl Müller; 1900–1984), Maler und Grafiker